# Discographie de Daniel Balavoine
La carrière discographique de Daniel Balavoine s'étend sur quatorze années, principalement composée de huit albums studios, de trois albums en concert et de vingt-huit 45 tours pour le compte en grande partie de la maison de disques Barclay. L'envol de la carrière de Balavoine se produit durant l'automne 1978 avec la sortie et le succès inattendu de la chanson Le Chanteur, produit et soutenu par Léo Missir et ce dès le premier album en 1975 jusqu'à la disparition du chanteur en 1986.
Les chansons de Daniel Balavoine vont de la pop française au pop-rock, passant par du rock en 1982 et de la new wave en 1985. Des chansons qui sont créées musicalement dans un premier temps, puis écrites dans un second temps avec des thématiques différentes d'un album à l'autre : en 1977, l'album-concept Les Aventures de Simon et Gunther... traite de la problématique de la tragédie du Mur de Berlin ; dans un autre registre en 1979, l'album Face amour / Face amère évoque les deux visages de la relation amoureuse, l'une heureuse et l'autre désagréable. En 1980, L'album Un autre monde aborde plusieurs thèmes, le terrorisme dans Détournement, le divorce et l'après-divorce dans Mon fils ma bataille, ou d'un monde post-apocalyptique dominé par les robots (Mort d'un robot).
Vendeurs de larmes en 1982, Loin des yeux de l'Occident en 1983 et Sauver l'amour en 1985 évoquent la complexité et les souffrances du monde à travers de nombreux thèmes, la guerre, l'appât du gain ou la prostitution en 1982, la condition de la femme, les adolescentes, le football, la drogue, la torture en Amérique latine en 1983 et les enfants-soldats, la tolérance, la famine et l'amour en 1985 en posant toujours un regard critique empreint de réalisme sur le monde.

## Albums studio
| Titre                                | Détails de l'album                                                                                              | Meilleure position | Ventes en France | Certifications |
| Titre                                | Détails de l'album                                                                                              | France             | Ventes en France | Certifications |
| ------------------------------------ | --- | ------------------ | ---------------- | -------------- |
| De vous à elle en passant par moi    | - Sortie : mars 1975 - Label : Barclay - Format : Disque microsillon 33 tours                                   |                    |                  | —              |
| Les Aventures de Simon et Gunther... | - Sortie : avril 1977 - Label : Barclay - Format : Disque microsillon 33 tours                                  |                    |                  | —              |
| Le Chanteur                          | - Sortie : juin 1978 - Label : Barclay / Riviera L.M. - Format : Disque microsillon 33 tours                    |                    | 800 000          | Or             |
| Face amour / Face amère              | - Sortie : octobre 1979 - Label : Barclay / Riviera L.M. - Format : Disque microsillon 33 tours                 |                    | 130 000          | —              |
| Un autre monde                       | - Sortie : novembre 1980 - Label : Barclay / Riviera L.M. - Format : Disque microsillon 33 tours                |                    | 500 000          | Or             |
| Vendeurs de larmes                   | - Sortie : avril 1982 - Label : Barclay / Riviera L.M. - Format : Disque microsillon 33 tours                   |                    | 630 000          | Or             |
| Loin des yeux de l'Occident          | - Sortie : octobre 1983 - Label : Barclay / Riviera L.M. - Format : Disque microsillon 33 tours, cassette audio |                    | 250 000          | Or             |
| Sauver l'amour                       | - Sortie : octobre 1985 - Label : Barclay - Format : Disque microsillon 33 tours, CD, cassette audio            | 1                  | 1 270 000        | Or             |

Les cases grisées signifient que les classements de ce pays n'existaient pas lors de la sortie du disque ou que ceux-ci sont indisponibles.

## Albums live
| Titre                     | Détails de l'album                                                                                               | Meilleure position | Ventes en France | Certifications |
| Titre                     | Détails de l'album                                                                                               | France             | Ventes en France | Certifications |
| ------------------------- | --- | ------------------ | ---------------- | -------------- |
| Balavoine sur scène       | - Sortie : septembre 1981 - Label : Barclay / Riviera L.M. - Format : Disque microsillon 33 tours                |                    | 200 000          | —              |
| Au Palais des Sports 1984 | - Sortie : décembre 1984 - Label : Barclay / Riviera L.M. - Format : Disque microsillon 33 tours, disque compact |                    | 300 000          | —              |
| Palais des Sports 1982    | - Sortie : décembre 2020 - Label : Barclay/Universal - Format : CD (inclus dans l'intégrale 2020)                |                    |                  |                |

Les cases grisées signifient que les classements de ce pays n'existaient pas lors de la sortie du disque ou que ceux-ci sont indisponibles.

## Compilations
| Titre                                                    | Détails de l'album                                                                                            | Meilleure position | Meilleure position | Meilleure position | Ventes certifiées en France | Certifications , |
| Titre                                                    | Détails de l'album                                                                                            | France,            | Belgique           | Suisse             | Ventes certifiées en France | Certifications , |
| -------------------------------------------------------- | --- | ------------------ | ------------------ | ------------------ | --------------------------- | ---------------- |
| La Chanson française                                     | - Sortie : 1980 - Format : 33 tours, cassette audio                                                           | —                  | —                  | —                  | —                           | —                |
| Le Disque d'Or                                           | - Sortie : 1980 - Format : 33 tours, cassette audio                                                           | —                  | —                  | —                  | 100 000                     | —                |
| Programme Plus                                           | - Sortie : 1984 - Format : 33 tours, cassette audio                                                           | —                  | —                  | —                  | —                           | —                |
| Master Série vol. 1                                      | - Sortie : 1986 (réédition 1991) - Format : 33 tours, cassette audio (CD et réédition cassette audio en 1991) | 2                  | —                  | —                  | 300 000                     | Platine          |
| Coffret 3 disques                                        | - Sortie : 1986 - Format : 3x33 tours                                                                         | —                  | —                  | —                  | —                           | —                |
| Ses 7 premières compositions                             | - Sortie : 1986 - Format : 33 tours, cassette audio                                                           | —                  | —                  | —                  | —                           | —                |
| Balavoine compilation                                    | - Sortie : 1990 - Format : 33 tours, cassette audio, CD                                                       | 1                  | —                  | —                  | 300 000                     | Platine          |
| Master Série vol.2                                       | - Sortie : 1992 - Format : CD, cassette audio                                                                 | 17                 | —                  | —                  | 200 000                     | 2 × Or           |
| Anthologie 1971/1985                                     | - Sortie : 1993 - Format : CD, cassette audio                                                                 | —                  | —                  | —                  | —                           | —                |
| L'Essentiel                                              | - Sortie : 1995 (réédition 2002) - Label : Barclay - Format : 2xCD                                            | 2                  | 23                 | —                  | —                           | —                |
| Anthologie                                               | - Sortie : 2003 - Format : 3xCD                                                                               | —                  | —                  | —                  | —                           | —                |
| Balavoine sans frontières                                | - Sortie : 2005 - Label : Barclay - Format : 2xCD                                                             | 3                  | —                  | —                  | —                           | —                |
| Sans Frontières (intégrale de 12 CD, studios + concerts) | - Sortie : 2005 - Format : 12 CD                                                                              | —                  | —                  | —                  | —                           | —                |
| Les 100 plus belles chansons                             | - Sortie : 2006 - Format : 6xCD                                                                               | —                  | 70                 | —                  | —                           | —                |
| Prestige                                                 | - Sortie : 2008 - Format : CD                                                                                 | 27                 | —                  | —                  | —                           | —                |
| Les 50 plus belles chansons                              | - Sortie : 2008 - Format : 3xCD                                                                               | 152                | 70                 | —                  | —                           | —                |
| L'Intégrale des albums originaux (studios seulement)     | - Sortie : 3 décembre 2010 - Label : Barclay - Format : 9xCD                                                  | —                  | 173                | —                  | —                           | —                |
| Sans frontières                                          | - Sortie : 2010 (réédition) - Format : 2xCD                                                                   | —                  | —                  | —                  | —                           | —                |
| Balavoine - 30e anniversaire                             | - Sortie : décembre 2015 - Label : Barclay - Format : 2xCD, 1 DVD                                             | 10                 | 6                  | 26                 | —                           | —                |
| Daniel Balavoine : Intégrale                             | - Sortie : 4 décembre 2020 - Label : Barclay - Format : 16xCD                                                 | —                  | —                  | —                  | —                           | —                |
| Daniel Balavoine : L'Album de Sa Vie                     | - Sortie : 8 janvier 2021 - Label : Barclay - Format : 6xCD                                                   | 9                  | 69                 | —                  | —                           | —                |

Source : Discogs, DBalavoine.com et Daniel Balavoine: L'inoubliable,

## Singles

### Classement des singles
| Année | Single                                                    | Classement,         | Ventes              | Album                                |                                              |   |     |                    |
| ----- | --------------------------------------------------------- | ------------------- | ------------------- | ------------------------------------ | -------------------------------------------- | - | --- | ------------------ |
| Année | Single                                                    | 1971                | Ventes              | Album                                | Le jour s'est levé (avec le groupe Présence) | — | 247 | 45 tours seulement |
| 1973  | Viens vite                                                | —                   | —                   |                                      |                                              |   |     | 45 tours seulement |
| 1975  | Évelyne et moi                                            | —                   | —                   | De vous à elle en passant par moi    |                                              |   |     |                    |
| 1975  | Vienne la pluie                                           | —                   | —                   | 45 tours seulement                   |                                              |   |     |                    |
| 1976  | Sally (avec Melody S.A.)                                  | —                   | —                   | 45 tours seulement                   |                                              |   |     |                    |
| 1977  | Lady Marlène                                              | —                   | —                   | Les Aventures de Simon et Gunther... |                                              |   |     |                    |
| 1977  | Ma musique et mon patois                                  | single promotionnel | single promotionnel | Les Aventures de Simon et Gunther... |                                              |   |     |                    |
| 1978  | Je suis bien                                              | —                   | —                   | 45 tours seulement                   |                                              |   |     |                    |
| 1978  | Le Chanteur                                               | 4                   | 500 000             | Le Chanteur                          |                                              |   |     |                    |
| 1979  | Banlieue nord / Quand on arrive en ville (avec Starmania) | 25                  | —                   | Starmania 78                         |                                              |   |     |                    |
| 1979  | Lucie                                                     | 36                  | —                   | Le Chanteur                          |                                              |   |     |                    |
| 1979  | Me laisse pas m'en aller                                  | 30                  | 80 000              | Face amour / Face amère              |                                              |   |     |                    |
| 1979  | Dancing Samedi                                            | 43                  | —                   | Face amour / Face amère              |                                              |   |     |                    |
| 1979  | Tu me plais beaucoup                                      | 53                  | —                   | Face amour / Face amère              |                                              |   |     |                    |
| 1980  | Mon fils ma bataille                                      | 4                   | 500 000             | Un autre monde                       |                                              |   |     |                    |
| 1981  | Lipstick polychrome / Je ne suis pas un héros             | 43                  | —                   | Un autre monde                       |                                              |   |     |                    |
| 1981  | La vie ne m'apprend rien (live)                           | 51                  | —                   | Balavoine sur scène                  |                                              |   |     |                    |
| 1982  | Vivre ou survivre                                         | 8                   | 300 000             | Vendeurs de larmes                   |                                              |   |     |                    |
| 1982  | Vendeurs de larmes                                        | 51                  | —                   | Vendeurs de larmes                   |                                              |   |     |                    |
| 1982  | Soulève-moi                                               | 61                  | —                   | Vendeurs de larmes                   |                                              |   |     |                    |
| 1983  | Pour la femme veuve qui s'éveille                         | 49                  | —                   | Loin des yeux de l'Occident          |                                              |   |     |                    |
| 1983  | Belle (duo avec Frida)                                    | 28                  | 80 000              | 45 tours seulement                   |                                              |   |     |                    |
| 1984  | Les Petits Lolos                                          | —                   | —                   | Loin des yeux de l'Occident          |                                              |   |     |                    |
| 1984  | Dieu que c'est beau                                       | 28                  | —                   | 45 tours seulement                   |                                              |   |     |                    |
| 1985  | L'Aziza / Tous les cris les S.O.S.                        | 1                   | 1 000 000           | Sauver l'amour                       |                                              |   |     |                    |
| 1986  | Sauver l'amour / Petite Angèle                            | 5                   | 300 000             | Sauver l'amour                       |                                              |   |     |                    |
| 1986  | Aimer est plus fort que d'être aimé                       | —                   | —                   | Sauver l'amour                       |                                              |   |     |                    |

Rééditions de titres ou titres posthumes
| Année | Singles                                                   | Classement, | Ventes | Album                       |            |   |   |                              |
| ----- | --------------------------------------------------------- | ----------- | ------ | --------------------------- | ---------- | - | - | ---------------------------- |
| Année | Singles                                                   | 1986        | Ventes | Album                       | Viens vite | — | — | Ses 7 premières compositions |
| 1989  | Frappe avec ta tête                                       | —           | —      | Loin des yeux de l'Occident |            |   |   |                              |
| 1993  | Aimer est plus fort que d'être aimé                       | —           | —      | Sauver l'amour              |            |   |   |                              |
| 1999  | Lipstick polychrome                                       | —           | —      | Un autre monde              |            |   |   |                              |
| 2015  | L'Aziza                                                   | 159         | —      | Sauver l'amour              |            |   |   |                              |
| 2016  | L'Aziza                                                   | 77          | —      | Sauver l'amour              |            |   |   |                              |
| 2016  | Sauver l'amour                                            | 127         | —      | Sauver l'amour              |            |   |   |                              |
| 2016  | Tous les cris les SOS                                     | 40          | —      | Sauver l'amour              |            |   |   |                              |
| 2016  | Le Chanteur                                               | 69          | —      | Le Chanteur                 |            |   |   |                              |
| 2016  | SOS d'un terrien en détresse                              | 128         | —      | Starmania                   |            |   |   |                              |
| 2016  | Vivre ou survivre                                         | 72          | —      | Vendeurs de larmes          |            |   |   |                              |
| 2016  | Aimer est plus fort que d'être aimé                       | 151         | —      | Sauver l'amour              |            |   |   |                              |
| 2016  | Mon fils ma bataille                                      | 82          | —      | Un autre monde              |            |   |   |                              |
| 2016  | La Vie ne m'apprend rien                                  | 112         | —      | Un autre monde              |            |   |   |                              |
| 2020  | J'étais devenu un homme                                   | 72          | —      | Intégrale                   |            |   |   |                              |
| 2020  | Je suis bien (version alternative)                        | —           | —      | Intégrale                   |            |   |   |                              |
| 2020  | Je ne suis pas un héros (duo inédit avec Johnny Hallyday) | —           | —      | Intégrale                   |            |   |   |                              |
| 2025  | Sauver l'amour (Réorchestration Victor Le Masne)          | —           | —      | single uniquement           |            |   |   |                              |

## Collaborations

### comme choriste
- 1973 : Une enfant une colombe / Paupières d'argent, d'Yves Chouard, sorti en 45 tours[33]
- 1973 : La Révolution française, (opéra-rock de Claude-Michel Schönberg et Alain Boublil)
- 1974 : Chrysalide, album de Patrick Juvet[34]
- 1974 : Patrick Juvet vous raconte son rêve - Olympia 73, de Patrick Juvet[35]
- 1977 : Roman-photos, album d'Alain Bashung
- 1978 : La petite fille dans le tramway…, album d'Alice Farot
- 1980 : Beauséjour, album de Michel Berger (choriste sur la chanson  Y a vraiment que l'amour qui vaille la peine)
- 1981 : album d'Étienne Chicot (choriste sur la chanson L'Abidjanaise)[n 1]
- 1983 : USA/USSR, album d'Yves Simon (choriste sur la chanson J'pense à elle tout l'temps)
- 1983 : Voyou, album de Michel Berger (choriste sur la chanson La Minute de silence)

### comme auteur-compositeur
- 1974 : Chrysalide, album de Patrick Juvet (auteurs de La Chanson des enfants, Les voix d'Harlem et Hopman, auteur-compositeur de Couleurs d'automne)
- 1974 : co-auteur de la chanson Regarde, pour Patrick Juvet, sorti en 45 tours
- 1980 : chanson Je ne suis pas un héros, pour l'album À partir de maintenant de Johnny Hallyday
- 1981 : chansons Les Néons de la ville et Ne réponds pas, pour l'album Les Néons de la ville de Janic Prévost
- 1982 : compositeur de Secrétaire de star, pour l'album Le Blues à Fabienne de Fabienne Thibeault
- 1983 : compositeur de Net als iedereen de Conny Vandenbos, adaptation de Vivre ou survivre en néerlandais par Joost Nuissl (nl)[36]
- 1983 : compositeur de la face B du single « Chanteur Tout Beau/Les Yeux Fermés » de Philippe Patron, son claviériste[37],[38]
- 1984 : co-auteur de la chanson The Face, pour l'album Shine de Frida
- 1984 : Catherine Ferry, album de Catherine Ferry (il écrit ou co-écrit 8 des 9 titres de l'album)[39]
- 1986 : compositeur de Mijn zoon, mijn gevecht de Jo Vally (nl), adaptation de Mon fils ma bataille en néerlandais par Erik Van Neygen (nl)[40]

Daniel Balavoine participe activement à la carrière de Catherine Ferry, pour laquelle il écrit la plupart des chansons : Bonjour bonjour, Vivre avec la musique, Quelqu'un quelque part… Il fait aussi les chœurs et des duos avec elle, par exemple, pour le titre 1, 2, 3. Balavoine compose et Kristie Mac Coll signe le texte de The face pour Frida. Adaptée en français par Jean-Jacques Goldman sous le titre Quelqu’un quelque part, Ferry en est l’interprète. En 2010, Le meilleur des années Balavoine de Catherine Ferry est édité.

### comme producteur/arrangeur
- 1983 : il produit et arrange la face B du single « Chanteur Tout Beau/Les Yeux Fermés » de Philippe Patron, son claviériste[37],[38]
- 1985 : il produit et réalise Cœur en stéréo et Oh mama dans le premier album de Jeanne Mas[n 2],[42].

### comme interprète
- 1974 : Couleurs d'automne sur Chrysalide, album de Patrick Juvet.
- 1978 : Starmania (album studio).
- 1979 : Starmania (album enregistré en public au Palais des congrès de Paris).
- 1983 : Belle en duo avec Frida sur la comédie musicale Abbacadabra.

## Autres interprètes - 45 tours / Singles
| 1974 | La Chanson des enfants (Patrick Juvet)          | —   | —  | —  |
| 1974 | Regarde (Patrick Juvet)                         | 26  | 37 | —  |
| 1976 | Julia mon cœur (Catherine Ferry)                | 31  | 49 | —  |
| 1982 | Bonjour Bonjour (Ferry)                         | 11  | —  | —  |
| 1983 | Grandis pas (Ferry)                             | 48  | —  | —  |
| 1984 | Vivre avec la musique (Ferry)                   | 54  | —  | —  |
| 1986 | Quelqu'un quelque part (Ferry)                  | —   | —  | —  |
| 1990 | Je ne suis pas un héros (Johnny Hallyday)       | 18  | —  | —  |
| 1997 | Sauver l'amour (Les Enfoirés)                   | 48  | —  | —  |
| 1999 | La vie ne m'apprend rien (Liane Foly)           | 3   | 5  | —  |
| 1999 | Tous les cris les S.O.S. (Lena Kann)            | 14  | 27 | —  |
| 2005 | Je ne suis pas un héros (Star Academy)          | 2   | 1  | 20 |
| 2011 | Vivre ou survivre (Matthew Raymond-Barker)      | 94  | 23 | —  |
| 2015 | Tous les cris les S.O.S. (Zaz)                  | 16  | —  | —  |
| 2016 | Le Chanteur (Emmanuel Moire)                    | 115 | —  | —  |
| 2016 | La vie ne m'apprend rien (Florent Pagny)        | 161 | —  | —  |
| 2016 | Mon fils ma bataille (Jenifer)                  | 55  | —  | —  |
| 2016 | Un enfant assis attend la pluie (Nolwenn Leroy) | 135 | —  | —  |
| 2016 | Vivre ou survivre (Shy'm)                       | 90  | —  | —  |
| 2016 | Sauver l'amour (Zaho)                           | 137 | —  | —  |

## Musiques de film
- 1980 : Bande originale du film Alors... Heureux ? de Claude Barrois.

## Clips vidéo
Daniel Balavoine fait son premier clip-vidéo avec Pour la femme veuve qui s'éveille en 1983, année de l'arrivée en masse de ce nouveau média qui est un moyen de promotion et de communication entre les artistes et le public. Ce n'est qu'en 1985 et la sortie de l'album Sauver l'amour, que Daniel Balavoine participe au clip de L'Aziza, durant l'automne à Paris. L'Aziza est le premier titre sorti de l'album, devenant aussi le dernier clip du chanteur après les circonstances tragiques de sa disparition. 
Puis en 1986, le clip-vidéo de la chanson Sauver l'amour est réalisé à titre posthume quelques semaines après le décès du chanteur français.
- 1983 - Pour la femme veuve qui s'éveille, réalisé par Jean-Pierre Berckmans[48]
- 1985 - L'Aziza, réalisé par Olivier Chavarot[48]
- 1986 - Sauver l'amour, réalisé par Éric Duret[48] (posthume)